# Могилевер, Хаим Зеэв
Хаи́м-Зеэ́в (Влади́мир О́шерович) Могиле́вер (27 июня 1940, Ленинград — 1 февраля 2005, Хайфа; ивр. חַיִּים זְאֵב מוֹהִילֶבֶר‎) — один из основателей сионистского движения в Советском Союзе, правозащитник, подпольный учитель иврита, диссидент.
Родился 27 июня 1940 в Ленинграде, в ассимилированной семье, сохранявшей, тем не менее, связь с еврейской традицией. Окончил Ленинградский электротехнический институт, работал старшим инженером-математиком во ВНИГРИ; состоял в аспирантуре при матмехе ЛГУ (научный руководитель — В. А. Якубович). Научная карьера Могилевера была прервана из-за ареста в 1970 году.

## 1960—1970, Ленинград
С начала шестидесятых Могилевер — активист правозащитного (демократического) движения. Постепенно он приходит к выводу, что евреям России важнее всего восстановить порванную связь со своим народом, своей землёй и своим языком.
С 1965 Могилевер подпольно изучал иврит (первоначально — у доцента кафедры восточных языков ЛГУ Г. М. Демидовой) и преподаёт его другим молодым евреям. Параллельно устанавливает связи с людьми старшего поколения, сохранившими связь с ивритом и еврейством. Большое влияние на Могилевера как на учителя иврита оказывает поэт и литературовед-гебраист Авраам Элинсон (Белов; 1911—2000), который становится его учителем.
5 ноября 1966 года Могилевер с единомышленниками (Гилель Бутман, Соломон Дрейзнер, Давид Черноглаз, Арон Шпильберг, Рудольф Бруд, Григорий Вертлиб, Бен Товбин) основывает Ленинградскую подпольную сионистскую организацию, создаёт сеть ульпанов — кружков изучения иврита и еврейской традиции. Разрабатывает методику преподавания иврита для русскоязычных. Организует курсы усиленного иврита для будущих учителей; впоследствии его ученики преподавали иврит в подпольных ульпанах других городов.
Продолжает контакты с семьями, сохранившими иврит и еврейские традиции; таким образом знакомится с будущей женой, Юлией (Юдит, урожд. Шейнкар, р. 1948). Свадьба Могилеверов, освящённая согласно традиции равом Авраамом Лубановым, стала знаковым событием для сионистов Ленинграда.
Могилевер оказался связующим звеном для всех, кто занимался ивритом и Израилем. Он наладил контакты с израильтянами, приезжавшими в СССР с иностранными паспортами, распространял учебники и литературу, активно подписывал открытые письма с требованием разрешить евреям СССР свободно выезжать в Израиль. Могилевер был одним из редакторов и издателей подпольной газеты «Ито́н».
15 июня 1970 Могилевер вместе с другими сионистскими активистами арестован. Проходил обвиняемым по т. н. Второму ленинградскому процессу — делу подпольной сионистской организации. 20 мая 1971 приговорён к 4 годам заключения в колонии строгого режима (статьи 70-1, 72, 189-1 УК РСФСР). Срок заключения отбывал в Дубравлаге (Мордовия).

## 1970—1974, Мордовия
В лагере активно продолжал сионистскую деятельность, был одним из организаторов кружка еврейских заключённых («кибуц»). Основал подпольный лагерный ульпан, в котором систематически обучал ивриту заключённых-евреев, распространял информацию о иудаизме и Израиле, встречал еврейские праздники. Писал и подписывал письма протеста, участвовал в голодовках. Лишён права на свидания; последний год заключения фактически всё время находился в карцере. Параллельно пытался всеми легальными и нелегальными способами обмениваться информацией с женой в Ленинграде, принимал активное участие в воспитании сына (р. 1968).
Деятельность Могилевера в числе других повлияла на создание общественного резонанса, вынудившего правительство Советского Союза открыть ворота железного занавеса, что дало возможность сотням тысяч советских евреев покинуть СССР.
15 июня 1974 Могилевер освобождён из заключения; 1 сентября того же года он, вместе с женой, сыном и родителями, прибыл в Израиль. Поселился в Хайфе, где жил до самой смерти.

## 1974—2005, Хайфа
С 1976 по 1986 Могилевер — преподаватель в Военно-воздушном колледже ЦАХАЛа в чине капитана. Разработал уникальную методику преподавания математики. После выхода на пенсию по инвалидности давал бесплатные уроки иврита и математики нуждающимся. В конце девяностых стал одним из основателей культурно-духовного центра «Маген».
Следствие и заключение в колонии искалечили Хаим-Зеэва Могилевера физически, но не духовно. Продолжая активную жизнь, несмотря на слепоту и инвалидность, он подавал окружающим пример надежды и неутомимости. 1 февраля 2005 года после тяжёлой болезни Хаим-Зеэв Могилевер умер. Похоронен на хайфском кладбище. Звукозапись его воспоминаний (надиктованных в последние годы жизни) хранится в центре «Маген».

## Семья
- Жена: Юлия Могилевер (род. 1948), поэтесса; урождённая Шейнкар.
- Сын: Элиягу (Эли) Бар-Яалом (род. 1968). «Бар-Яалом» — ивритизированная форма фамилии «Могилевер»: на иврите пишется теми же буквами, но в ином порядке.